# Raw Hardstyle
A raw hardstlye holland zenei stílus, melynek eredete a hardcore techno-ból, hardstyle-ból származik. Erősebb dallamok, erősebb kick jellemzik. A műfaj már nemzetközileg is elismert. A Dominator fesztiválon külön színpadot alakítanak ki minden évben ahol a raw szerelmesei tombolhatják ki magukat. A műfaj legismertebb képviselői (Gunz for Hire, DJ Adaro, Ran-D, The Prophet, Minus Militia, Chain Reaction) már nemzetközileg is elismertek. A DJmag által megrendezett "top 100 djs" versenyben a Gunz for Hire holland duó 63-dik volt a 2013-as évben, DJ Adaro a 72-dik, míg Ran-D a 100-adik. 